# 戴元威
戴元威（1577年1月18日—1610年代），字鳳伯，號翔虞，南直隸蘇州府常熟縣，明朝政治人物。

## 生平
戴元威早年出身府學附學生，以《易經》中萬曆三十一年（1603年）應天府鄉試舉人第一百零二名，三十八年（1610年）會試中式第二十六名，成第三甲第一百二十五名進士，獲授臨淄知縣，以廉能知名；但他不善於逢迎上級，意見不合辭官而歸，以詩酒自娛，未過四十就去世，人們都為他可惜，孫子戴劉淙是康熙二十年舉人。

## 家族
曾祖戴序，祖父戴尚絅，父親戴文瑞，母親孔氏。